# Koszmosz (hordozórakéta)
Koszmosz hordozórakéta szovjet kétfokozatú hordozórakéta-család.

## Története
A R–12U és az R–14U típusú, egyfokozatú közepes hatótávolságú ballisztikus rakétákon alapul. A szovjet űrprogram részeként, nagy sorozatban gyártott, a Koszmosz műholdak világűrbe juttatásának céljára fejlesztették ki Mihail Jangel irányításával a dnyipropetrovszki Juzsnoje tervezőirodában az 1960-as évek elején. 1961-től 1988-ig kilenc fejlesztést végeztek, mintegy 700 hordozóeszközt alkalmaztak a katonai- és polgári célok érdekében. Első változatát, a Koszmosz–2 (11K63) hordozórakétát 1961–1977 között használták. 1970-ben a Koszmosz hordozórakéták sorozatgyártását a Juzsmastól az omszki Poljot Termelési Egyesülés vette át.

## Műszaki jellemzői
Soros elrendezésű, folyékony hajtóanyagú hordozórakéta, teljes hossza 30 méter, átmérője 1,65 méter. Az első fokozat hajtóműve a kerozinnal és nitrogén-tetroxiddal üzemelő RD–214, a második fokozaté az aszimmetrikus dimetil-hidrazinnal (UDMH) és cseppfolyós oxigénnel működő RD–119. Legfeljebb 500 kilogramm tömegű műholdak 250–2500 kilométeres Föld körüli elliptikus pályára állítására alkalmas.

## Változatok
A hordozórakéta-családnak nyolc tagját fejlesztették ki. Ezek két nagy csoportra oszlanak. Az egyikbe R–12-n alapuló, a másikba az R–14-en alapuló modellek tartoznak.
A Koszmosz-család típusváltozatai:
- 63SZ1 – az egyfokozatú R–12U-n alapuló változat, melyet egy második fokozattal egészítettek ki
  - Koszmosz–2 (11K63) – a 63SZ1 továbbfejlesztett változata
- 65SZ3 – az egyfokozatú R–14U ballisztikus rakétán alapuló változat, melyet egy második rakétafokozattal egészítettek ki
  - Koszmosz–3 (11K65) – a 65SZ3 továbbfejlesztett változata, mindkét fokozata modernizált hajtóművet kapott
  - Koszmosz–3M (11K65M) – a Koszmosz–3 továbbfejlesztett változata, új második fokozattal és továbbfejlesztett, megbízhatóbb vezérlőrendszerrel látták 
    - K65M–R – a 11K65M-en (Koszmosz–3M) alapuló változat, melyet a szovjet Hadászati Rakétacspatok különféle eszközök tesztelésére szolgáló szuborbitális repülésekhez használt
    - K65M–RB – a 11K65M-en (Koszmosz–3M) alapuló változat, melyet a Bor–4 és Bor–5 kísérleti űrrepülőgépek orbitális és szuborbitális teszteléséhez használtak
    - K65UP – a 11K65M-en alapuló rakétaszonda, melyet a Vertyikal program keretében geofizikai kísérletek céljára szuborbitális repülésekre használtak az 1970-es évek közepétől